# Wellheim
Wellheim település Németországban, azon belül Bajorországban. Lakosainak száma 2720 fő (2023. december 31.). Wellheim Mörnsheim és Dollnstein községekkel határos.

## Népesség
A település népessége az elmúlt években az alábbi módon változott:
| Lakosok száma | 389  | 794  | 2489 | 2647 | 2687 | 2693 | 2719 | 2732 | 2768 | 2720 |
|               | 1875 | 1950 | 1970 | 2011 | 2013 | 2014 | 2016 | 2019 | 2021 | 2023 |